# NGC 3161
NGC 3161 (również PGC 29837) – galaktyka eliptyczna (E2), znajdująca się w gwiazdozbiorze Małego Lwa. Odkrył ją Guillaume Bigourdan 1 lutego 1886 roku. Jest to galaktyka z aktywnym jądrem.